# Миноносцы типа «Палестро»
Миноносцы типа «Палестро» — тип миноносцев Королевского итальянского флота, построенных в 1917—1923 годах.  Проект разрабатывался на верфи «Орландо» в Ливорно, корабли были названы в честь областей северной Италии.
В конце 1915 года было заказано восемь кораблей, но, из-за нехватки стали и прочих стратегических материалов, постройку четырёх из них перенесли на неопределённое время, а остальные четыре строились медленно и вступили в строй только в начале 20-х годов. Изначально относились к эсминцам и являлись дальнейшим развитием проекта «Аудаче». Отличались от кораблей предыдущих проектов более крупными размерами, протяжённым полубаком и увеличенной мощностью энергетической установки. В 1938 году были переклассифицированы в миноносцы.

## Вооружение и модернизации
Артиллерия главного калибра состояла из четырёх 102-мм/45 орудий, два из них располагались на полубаке, одно на возвышении за второй дымовой трубой и ещё одно на корме. Два 76-мм/40 орудия  и два двухтрубных 450-мм торпедных аппарата размещались в средней части корабля по одному с каждого борта.
Незадолго до начала Второй мировой войны планировалось усилить зенитное вооружение кораблей, заменив одно 102-мм орудие и обе 76-мм пушки на четыре 20 mm/65 Breda Mod. 1935/1939/1940 автомата, но тогда эти планы не были осуществлены. Только в 1942 году на «Сан-Мартино» и «Сольферино»  два 102-мм орудия и обе 76-мм пушки заменили на шесть 20-мм/65 автоматов.

## Список кораблей
| Эсминец                         | Бортовое обозначение | Спущен на воду | Начало службы | Конец службы |
| ------------------------------- | -------------------- | -------------- | ------------- | --- |
| Палестро (итал. Palestro)       | PT                   | 23.03.1919     | 26.01.1921    | потоплен 22.09.1940 британской подводной лодкой «Озирис» западнее Дураццо                                                                                          |
| Конфьенца (итал. Confienza)     | CF                   | 18.12.1920     | 25.04.1923    | затонул 20.10.1940 около Бриндизи после столкновения со вспомогательным крейсером «Капитано А. Чекки»                                                              |
| Сан-Мартино (итал. San-Martino) | SM                   | 8.09.1920      | 10.10.1922    | захвачен немцами 9.09.1943 в Пирее, отремонтирован, назван ТА-18, затем переименован в ТА-17, повреждён английскими самолётами в Пирее 18.09.1944, позднее затонул |
| Сольферино (итал. Solferino)    | SL                   | 28.04.1920     | 31.10.1921    | захвачен немцами 9.09.1943 в бухте Суда, назван ТА-18, потоплен возле Волоса английским эсминцами «Термагант» и «Тускан»                                           |